# Mário Zagallo
Mário Jorge Lobo Zagallo, född 9 augusti 1931 i Atalaia nära Maceió, Alagoas, död 5 januari 2024 i Rio de Janeiro, var en brasiliansk fotbollsspelare och fotbollstränare.
Zagallo spelade vänsterytter när Brasilien blev världsmästare 1958, och gjorde ett mål i finalen mot hemmalaget Sverige. Han var även med i VM 1962, men hade då flyttat ner på mittfältet i Brasiliens nya 4–3–3-system.
Zagallo spelade klubblagsfotboll i Flamengo och Botafogo.
Efter spelarkarriären fortsatte Zagallo som tränare, och ledde Brasiliens herrlandslag till VM-seger i Mexiko 1970. Han blev därmed den förste att vinna VM både som spelare och som förbundskapten.

## Tränaruppdrag
- Förbundskapten för Brasiliens herrlandslag i fotboll
  - VM-guld 1970
  - VM-silver 1998
- Förbundskapten för Förenade Arabemiratens herrlandslag i fotboll